# Sint Janskerke
Koordinaten: 51° 31′ N, 3° 30′ O

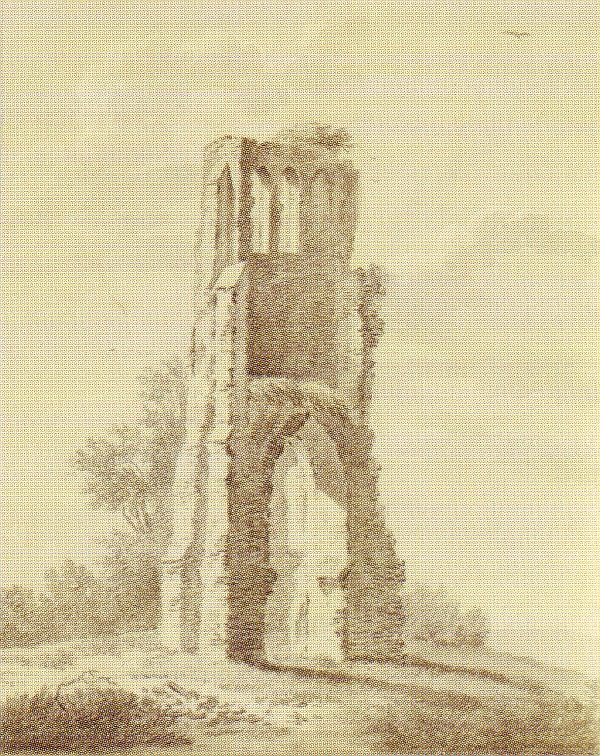
Die Kirchenruine von Sint Janskerke um 1750.

Sint Janskerke ist eine Bauerschaft in der Gemeinde Veere in der niederländischen Provinz Zeeland. Sie befindet sich zwischen Meliskerke und Zoutelande auf Walcheren.
Sint Janskerke wurde als selbstständige Parochie um 1235 von St. Willibrord in Westkapelle abgepfarrt. Die Liebfrauenabtei zu Middelburg besaß das Patronatsrecht über die dem heiligen Johannes geweihte Kirche. Außerdem verfügte die Abtei im Ort über einen Fronhof.  
Bereits 1439 wurde über eine Baufälligkeit der gotischen Pfarrkirche berichtet. Im Zuge des Achtzigjährigen Krieges wurde sie schließlich zwischen 1572 und 1574 verwüstet und nicht wiederhergestellt. 1575 wurde das Gotteshaus bis auf den Turm abgerissen. Der Ort selber hat sich von den Folgen des Krieges in der Bevölkerungszahl nie wieder erholt. Nach 1843 wurden die Turmruine abgerissen und der umgebende Friedhof nicht mehr genutzt. 